# Thomas Arnesen

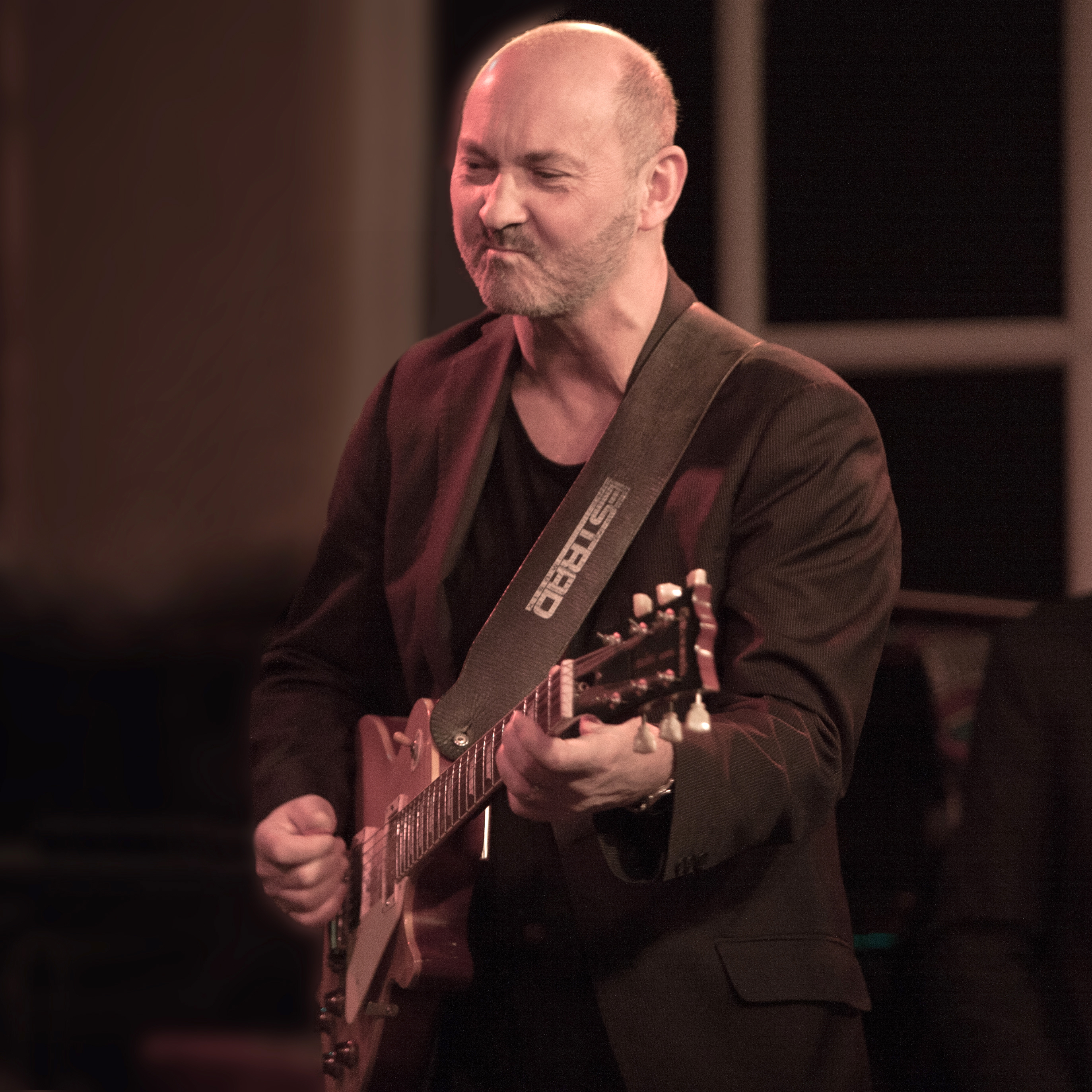
Thomas Arnesen (2011)

Thomas Arnesen, född 23 maj 1952 i Mora, är en svensk jazz- och bluesgitarrist och sångare.

## Biografi
Utbildad på Kungliga Musikhögskolan i Stockholm, samt vid Institutionen för musikvetenskap, Uppsala Universitet. Han har gett ut fyra skivor i eget namn, samt medverkat på inspelningar med bl.a. Panta Rei, Anders Widmark, Claes Janson, Kjell Öhman, Egil Johansen, Tomas Ledin, Gösta Linderholm, Cornelis Vreeswijk.
Inspirationskällorna spänner från Eric Clapton, Jimi Hendrix, Jeff Beck, BB King, Peter Green och andra blues/rock musiker till Pat Metheny, John McLaughlin, John Schofield m.fl., som mer klassas som jazz/fusion-gitarrister.
Efter att ha trakterat piano i kommunala musikskolan i tio år, började han på egen hand med gitarr. Från början var det blues som var det stora intresset. Genom umgänget med andra musiker t.ex. saxofonisten John Högman, blev jazz ett allt större intresse, vilket så småningom ledde till Kungliga Musikhögskolan i Stockholm och en pedagogisk utbildning för improvisationsmusiker. Huvudinstrument var då gitarr och bi-instrument piano.
Under 1980 och 1990-talet spelade han jazz och blues ungefär hälften/hälften, för att sedan 2002 huvudsakligen koncentrera sig på kvintetten Arnesen Blues Band.

## Diskografi
I eget namn
- 2014 - Arnesen Blues Band Live
- 2006 - Walkin With My Baby - Blaze Records - Bluesskiva med Arnesen Blues Band
- 2003 - Later In The Evening - Sittel Records - Blues
- 1997 - Tillbaks igen - Sittel Music - Blues på svenska med bl.a. Kjell Öhman
- 1995 - Backwater Blues - Sittel Music - Jazzskiva med bl.a. Egil Johansen och Anders Widmark

Bluesmass
- 2016 - Bluesmass

Andreas Hellkvist
- 2016 - Finally!

Bill Öhrström
- 2006 - Gift

John Högman
- 2005 - Frozen Dreams - Sittel Records
- 1992 - Good Night Sister - Sittel Records

Broder Tuck
- 2004 - Fem låtar tjugohundrafyra

Good Morning Blues
- 2002 - The Walk - Sittel Records
- 1996 - Before We Think - Sittel Records
- 1992 - Never Make A Move To Soon - Sittel Records
- 1986 - Whiskey & Blues
- 1976 - Var god höj

Claes Janson
- 2018 - Ett ord till mina polare - VAX Records
- 1997 - Skuggorna runt slussen - Gazell
- 1993 - Cornelis Svenska Bilder  - Four Leaf Clover Records - med Öhman Organ Grinders
- 1990 - Frestelser - Caprice Records

Anders Widmark
- 1996 - Anders Widmark - Polar Music
- 1995 - Freewheelin - Amigo
- 1994 - Holly Hannah - BLM-Grammofon

Trio con X
- 1995 - Trio con X and Friends - Phono Suecia

Kjell Öhman
- 1993 - Öhman Organ Grinders
- 1992 - Live at the Pawnshop

Fasching Jazzclub
- 1992 - From Fashing with love

Gösta Linderholm
- 1985 - Med handen på din höft
- 1983 - Gösta

Cornelis Vreeswijk
- 1978 - Narrgnistor 2

Tomas Ledin
- 1978 - Tagen på bar gärning  - Polydor
- 1976 - Natten är ung
- Live på Malmen

Panta Rei
- 1973 - Panta Rei